# Kis pecsétírás
A kis pecsétírás a kínai írás első standardizált formája, aminek kanonizálását, véglegesítését a Kínát első ízben egyesítő Csin (Qin)-dinasztia első uralkodójának, Csin Si Huang-ti (Qin Shi Huangdi)nek a parancsára a főminisztere, Li Sze (Li Si) végezte el i. e. 213-ban. A kínai írás egykor hivatalos stílusának számító kis pecsétírásnak manapság leginkább csak a kalligráfiában és a nyomatott szövegek esztétikailag változatos megjelenítéséért felelős tipográfiában van jelentősége.

## Előzményei
Kínában már az i. e. 1. évezred végén kialakultak a mai írásjegyek archaikus formái. Első kanonizálásukat a hagyomány szerint a Csou (Zhou)-ház egyik uralkodója, Hszüan (Xuan) 宣 király (i. e. 827–782) rendelte el, a feladattal pedig a „Történész” Csou (Zhou)t (Si Csou (Shi Zhou) 史籀) bízta meg. Így született meg a kínai írás „Csou (Zhou) írásának” (Csou ven (Zhou wen) 籀文) nevezett változata, amelyet az utókor a „nagy pecsétírás” (ta-csuan (dazhuan) 大篆) néven ismer. Az írásjegyek új stílusának formáját a „Si Csou (Shi Zhou) kötete” (Si Csou pien (Shi Zhou pian) 《史籀篇》) című gyűjtemény rögzítette, amit hagyományosan kb. i. e. 800 körülre datálnak, de a töredékekből ismert mű keletkezési idejét néhány modern kutató inkább helyezi a Hadakozó fejedelemségek vagy a Csin (Qin)-dinasztia korába.
A kínai írásjegyeknek azonban számos változata alakult ki és volt használatban az i. e. 3. századig, s bár közös tőről fakadtak, a legtöbb fejedelemségnek megvolt a saját írásváltozata. Ezeket összefoglaló néven „a hat fejedelemség írásjegyei” (liu kuo ven-ce (liu guo wenzi) 六國文字) néven ismerték, és évszázadokon keresztül ezeket használta a fejedelemségek bürokratikus adminisztrációja. De a kőbe vagy bronzba vésett feliratokhoz is ezeket használták, valamint az irodalmi, filozófiai, történeti műveket is ezekkel jegyezték le a korabeli íráshordozókra, a bambuszcsíkokra, amelyeket összekötve, „könyvtekercsek” formájában tároltak.

## Kialakulása
A Kínát i. e. 221-ben egyesítő Csin (Qin) állam uralkodója, a Csin Si Huang-ti (Qin Shi Huangdi) néven trónra lépő Első Császár egységesítő törekvései nem csupán a pénzre, a mértékegységekre stb. terjedtek ki, hanem a birodalom működtetéséhez elengedhetetlen közigazgatás és az adminisztráció eszközét, az írást is szabványosítani kívánta (tung ven-su (tong wenshu) 同文書). A szabványosított csin (qin)-pecsétírás (csin-ven (qinwen) 秦篆) kidolgozásával a főminiszterét, Li Szé (Li Si)t bízta meg.
Li Sze (Li Si) az addig használatban lévő írásjegyek mintegy felét eltöröltette, a megmaradtak felét pedig nem csak grafikus formájukban, hanem akár struktúrájukban is átszerkesztette. Ennek egyik fő következménye az volt, hogy a másolás útján hagyományozott, Csin (Qin)-kor előtti írásbeliség szövegei eltorzultak. A bronzfeliratok kivételével ezen szövegek egyike sem ismert ma már az eredeti formájában. Az eltörölt írásjegyeket másokkal kellett helyettesíteni, az írásjegyek megváltoztatása azonban nagyobb hibalehetőséget rejtett a másolás során.

## Használata
Csin Si Huang-ti (Qin Shi Huangdi) a császárként való trónra lépése után néhány évvel személyesen járta be a birodalmát, és a jelentősebb helyeken, például a szent hegyeken az ő, illetve főbb hivatalnokai parancsára kőbe vésett feliratokon örökítették meg dicsőséges tetteit és érdemeit. A történetíró feljegyzései című krónika az Első Császár életrajzáról szóló fejezetében hat ilyen terjedelmes szöveget ismertet. Ezek közül eredeti formájában ma már csak egyet ismernek, amelyik 84 elmosódott, kis pecsétírással írt szövegtöredéket tartalmaz.

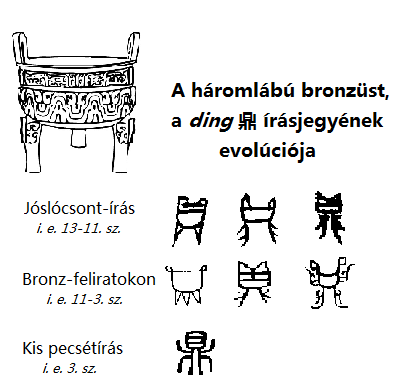
Az ókori Kínában rendkívül fontos szertartási edény, a három lábú bronzüst (ting (ding) 鼎), írásjegyének történeti alakulása a kezdeti képjeltől a Kína egyesítésekor egységesített írásformáig

Jóllehet Li Sze (Li Si) sikeresen elvégezte az írás egységesítésének feladatát, de az általa kidolgozott kis pecsétírás mégsem bizonyult praktikusnak a mindennapi használat során. A kis pecsétírás karaktereinek elemei még őrzik a kemény anyagba (csont, bronz, kő) történő bevésés hatását, épp ezért a formai jegyeiket tekintve merevek, kissé szögletesek és geometrikusak.
A kis pecsétírás valószínűleg csak a hivatalos feliratok, ünnepélyesebb dokumentumok lejegyzésére szolgálhatott, a kevésbé fontos iratokat egyszerűbb, a kis pecsétírással párhuzamosan kialakult, úgynevezett „kancellár írással” (li-su (lishu) 隸書) írták, amely a rövid életű, i. e. 207-ben elbukott Csin (Qin)-dinasztia után teljes mértékben felváltotta azt.
Bár a kis pecsétírásnak roppant kevés korabeli emléke maradt fenn (kőbe vésett feliratokon, bronztárgyakon, kerámiákon, pénzérméken stb.), de mégsem tűnt el nyomtalanul. A kínai írásjegyek Li Sze (Li Si) által megreformált, kidolgozott új struktúrája és készlete valamennyi további stílus kiinduló mintájául szolgált, és mind a mai napig a személyazonosításra szolgáló, hagyományos pecsétnyomókhoz használt vésetek kedvelt stílusa. Ezenkívül az archaizáló kalligráfiák stílusaként is népszerű.

## A legújabb kutatások
A kínai írás korai fejlődésének újabb tudományos vizsgálódásához nagy lendületet adott az elmúlt évtizedekben végzett régészeti feltárások során a Csin (Qin)-kor előttről származó kéziratok, kéziratos szövegtöredékek előkerülése. A témát kutató kiváló szakember, Galambos Imre a Hadakozó fejedelemségek korából származó szövegek, valamint az i. sz. 100 körül összeállított etimológiai szótárban, a Suo-ven csie-cé (Shuowen jiezi)ben feljegyzett és máig megőrződött korai írásjegyformák, variánsok összehasonlító vizsgálata alapján megállapította, hogy a kínai írás egységesítése aligha történhetett egy csapásra, sokkal inkább valószínű, hogy több évszázadon át tartó, fokozatosan végbemenő folyamat betetőződése. Galambos Imre szerint Li Sze (Li Si) tevékenysége inkább abból állt, hogy az addig létezett, de nem a felismerhetetlenségig eltérő írásformákat, írásjegyváltozatokat eltörölte, és a legterjedtebbeket, legdominánsabbakat jelölte ki követendő mintául.